# Laura Asadauskaitė
Laura Asadauskaitė-Zadneprovskienė (Vílnius, 28 de febrer de 1984) és una pentatleta moderna lituana, que va competir als Jocs Olímpic de 2008 a Pequín i va guanyar la medalla d'or als Jocs Olímpics de 2012 a Londres assolint a la vegada el rècord olímpic.
L'any 2009 es va casar amb el pentatleta modern Andrejus Zadneprovskis, qui fou dues vegades medallista olímpic i dues vegades campió mundial. L'anys 2010 va tenir la seva primera filla.